# Wang Jie
Wang Jie (vereenvoudigd Chinees: 王洁; Xinjiang, 4 december 1983) is een Chinees voormalig beachvolleyballer. Ze won met Tian Jia de zilveren medaille bij de wereldkampioenschappen in 2007 en bij de Olympische Spelen in 2008.

## Carrière
Wang debuteerde in 2002 met Lu Chun Hong in Maoming in de FIVB World Tour. Het jaar daarop speelde ze samen met Ji Linjun. Het tweetal nam deel aan acht toernooien en behaalde drie toptienplaatsen; in Rodos eindigden ze als vijfde en in Stavanger en Lianyungang als negende. De volgende twee jaar was Wang niet actief in de World Tour. Van 2006 tot en met 2008 vormde Wang een duo met Tian Jia. Het eerste jaar haalden ze bij twaalf van de dertien toernooien de top tien; ze wonnen tweemaal (Klagenfurt en Warschau) en behaalden zes podiumplaatsen, waarvan twee tweede (Shanghai en Phuket) en vier derde plaatsen (Modena, Gstaad, Montreal en Porto Santo). Daarnaast eindigde het duo als vierde in Marseille en won het de bronzen medaille bij de Aziatische Spelen in Doha.
In 2007 begonnen Wang en Tian met een overwinning in Shanghai en twee tweede plaatsen in Sentosa en Seoel. Na een vijfde plaats in Warschau en een zevende plaats in Espinho volgden in Parijs en Stavanger opnieuw twee tweede plaatsen. In Montreal eindigde het duo als negende, waarna in Berlijn en Marseille twee derde plaatsen werden behaald. Bij de WK in Gstaad wonnen Wang en Tian vervolgens de zilveren medaille achter Kerri Walsh Jennings en Misty May-Treanor. Na afloop behaalden ze in vier toernooien een tweede (Åland) en twee derde plaatsen (Kristiansand en Phuket).
In aanloop naar de Olympische Spelen in eigen land namen Wang en Tian deel aan negen toernooien in de World Tour. Ze eindigden driemaal als tweede (Osaka, Berlijn en Gstaad), eenmaal als derde (Moskou) en eenmaal als vierde (Parijs). In Peking bereikten ze de finale na onder meer hun landgenoten Xue Chen en Zhang Xi in de halve finale te hebben verslagen. In de finale moest het duo wederom genoegen nemen met het zilver achter Walsh Jennings en May-Treanor. Na afloop van de Spelen vormde Wang een team met Zuo Man. Ze speelden in 2008 nog twee wedstrijden met een vierde (Sanya) en zevende plaats (Phuket) als resultaat. Het seizoen daarop namen ze deel aan drie toernooien met een tweede plaats in Shanghai. In mei 2009 deed Wang in Seoel mee aan haar laatste toernooi in de World Tour.

## Palmares
Kampioenschappen
- 2006:  Aziatische Spelen
- 2007:  WK
- 2008:  OS

FIVB World Tour
- 2006:  Modena Open
- 2006:  Shanghai Open
- 2006:  Grand Slam Gstaad
- 2006:  Montreal Open
- 2006:  Grand Slam Klagenfurt
- 2006:  Warschau Open
- 2006:  Porto Santo Open
- 2006:  Phuket Open
- 2007:  Shanghai Open

- 2007:  Sentosa Open
- 2007:  Seoel Open
- 2007:  Grand Slam Parijs
- 2007:  Grand Slam Stavanger
- 2007:  Grand Slam Berlijn
- 2007:  Marseille Open
- 2007:  Kristiansand Open
- 2007:  Åland Open
- 2007:  Phuket Open
- 2008:  Osaka Open
- 2008:  Grand Slam Berlijn
- 2008:  Grand Slam Moskou
- 2008:  Grand Slam Gstaad
- 2009:  Shanghai Open